# RS Sagittarii
RS Sagittarii (RS Sgr / HD 167647 / HR 6833) és un sistema estel·lar de magnitud aparent +6,03 situat a la constel·lació del Sagitari. D'acord a la nova reducció de les dades de paral·laxi del satèl·lit Hipparcos, s'hi troba a 1.110 anys llum del sistema solar.
RS Sagittarii és un estel triple; dos dels estels conformen una binària propera «semidesprenguda», cosa que implica que una dels estels plena el seu lòbul de Roche, provocant que aquest estel cedisca matèria al seu acompanyant o a un disc d'acreció. La component primària d'aquest subsistema és una subgegant —encara que també podria no haver abandonat la seqüència principal— de tipus espectral B3IV/V. Té una temperatura aproximada de 15.400 K —18.700 K segons una altra font— i és unes 1.900 vegades més lluminosa que el Sol. Amb una massa de 7,2 masses solars, el seu radi és 5,1 vegades més gran que el del Sol. La component secundària d'aquesta binària és un estel blanc de la seqüència principal de tipus A2V i 8.970 K de temperatura. És 2,41 vegades més massiva que el Sol i posseeix un radi 4,1 vegades més gran que el radi solar.
El període orbital d'aquesta binària és de 3,4157 dies i el parell constitueix una binària eclipsant. En l'eclipsi principal la lluentor de l'estel disminueix 0,96 magnituds mentre que en el secundari el descens de lluentor és de 0,27 magnituds.
Un tercer estel orbita al voltant del parell interior. Els paràmetres orbitals no són ben coneguts, ja pot emprar més de 440.000 anys a completar una òrbita al voltant de la binària eclipsant. És un estel de tipus A1V amb una massa gairebé tres vegades superior a la del Sol. El sistema té una edat estimada de 27 milions d'anys.